# Цай Ці
Цай Ці (кит.: 蔡奇; нар. 5 грудня 1955) — державний діяч Китайської народної республіки, член Політбюро ЦК Комуністичної партії Китаю, голова Пекінського міськкому КПК (з 2017 року), доктор економічних наук. Тривалий час був активним мікроблогером, з більш ніж 10-ма мільйонами підписників.

## Життєпис
Народився в м. Саньмін (провінція Фуцзянь). Здобув у 1975—1978 роках освіту в Фуцзяньському педагогічному університеті, отримавши диплом з політичної економіки. Член КПК з серпня 1975 року. У пізні роки культурної революції працював на селі. З 1980-х років працював в Генеральної офісі КПК провінції Фуцзянь. Він працював заступником керівника апарату провінційних керівників, секретарем провінційного керівника партії. У період з 1994 по 1997 року здобув ступінь магістра права у Фуцзяньському педагогічному університеті.
У вересні 1996 року стає заступником секретаря партії, а згодом мером міста Саньмін. У травні 1999 року він був переведений до Чжецзяну на посаді заступника секретаря партії та мера Кучжоу. У вересні здобув ступінь доктора політичної економіки.
У період з березня 2002 року до квітня 2004 року працював секретарем партії Кучжоу. У квітні 2004 року став керівником міськкому Тайчжоу. У квітні 2007 року отримав посади мера міста Ханчжоу та заступника секретаря партії міста. У січні 2010 року він став членом провінційного постійного комітету партії на посаді керівника провінційного організаційного відділу партії. 2013 року призначається заступником губернатора провінції Чжецзян.
Під час роботи в провінції Чжецзян познайомився і затоваришував з Сі Цзіньпіном, який в ті роки очолював партком провінції.
2014 року перебирається до Пекіну. У 2014—2016 роках обіймав посаду заступника керуючого справами Комітету з національної безпеки ЦК КПК. З 2016 року — заступник мера Пекіна. Того ж року стає виконуючем обов'язки мера Пекіна. 2017 року стає мером Пекіна, а невдовзі очолив міськком КПК Пекіна.
У червні 2017 року був призначений президентом Оргкомітету Пекіна зимових Олімпійських та Паралімпійських ігор 2022 року. У червні 2020 року був призначений очолити команду, відповідальну за ліквідацію коронавірусу на ринку Сіньфаді.